# Hypericum oligandrum
Hypericum oligandrum är en johannesörtsväxtart som beskrevs av Milne-redhead. Hypericum oligandrum ingår i släktet johannesörter, och familjen johannesörtsväxter. Inga underarter finns listade i Catalogue of Life.